# Thyez
Thyez, teilweise auch Thiez geschrieben, ist eine französische Gemeinde im Département Haute-Savoie in der Region Auvergne-Rhône-Alpes.

## Geographie
Thyez liegt auf rund 470 m, nordwestlich von Cluses, etwa 32 Kilometer ostsüdöstlich der Stadt Genf (Luftlinie). Das Dorf erstreckt sich inmitten des breiten Arvetals, in den Savoyer Alpen, im Faucigny.
Die Fläche des 9,81 km² großen Gemeindegebiets umfasst einen Abschnitt des mittleren Arvetals. Die südliche Grenze verläuft teils entlang der Arve, die hier in einer breiten Talniederung von Osten nach Westen fließt, teils in der Ebene südlich des Flusses. Vom Flusslauf erstreckt sich das Gemeindeareal nordwärts über die flache Talaue und die Schwemmebene. Der nördliche Gemeindeteil ist wesentlich stärker reliefiert. Er nimmt den Südhang der Bergkette des Mont Orchez ein, der das Arvetal vom Tal des Giffre trennt. Auf dem felsigen Gipfel des Mont Orchez wird mit 1343 m die höchste Erhebung von Thyez erreicht.
Zu Thyez gehören neben dem eigentlichen Ortszentrum verschiedene Außensiedlungen und Weiler, darunter:
- Les Granges (485 m) am Südfuß des Mont Orchez
- Les Bossons (480 m) am Südfuß des Mont Orchez
- Le Nanty (478 m) im Arvetal am Stadtrand von Cluses
- Le Crot (760 m) am Südhang des Mont Orchez
- Sur le Coux (960 m) auf einem Sattel der Bergkette des Mont Orchez

Nachbargemeinden von Thyez sind Mieussy im Norden, Châtillon-sur-Cluses und Cluses im Osten, Scionzier, Marnaz und Vougy im Süden sowie Marignier im Westen.

## Geschichte
Das Gemeindegebiet von Thyez war bereits zur Römerzeit besiedelt, was anhand von Mauerfundamenten eines Marstempels (an der Stelle der heutigen Kirche) nachgewiesen werden konnte. 
Der Ort wird 1221 erstmals erwähnt, als Rodolphe de Lucinges, Herr des Faucigny, seinen Besitz in Thyez dem Kartäuserkloster von Le Reposoir schenkte. Der Ortsname geht auf den Patois-Ausdruck they (Linde) zurück.

## Sehenswürdigkeiten
Die Kirche Saint-Théodule geht ursprünglich auf das 11. Jahrhundert zurück. Sie wurde im romanisch-byzantinischen Stil erbaut und im 12. und 15. Jahrhundert um zwei Kapellen erweitert. Das Château de la Crête stammt aus dem 13. Jahrhundert und wurde später mehrfach umgebaut und restauriert.

## Bevölkerung
| Jahr                       | 1962 | 1968 | 1975 | 1982 | 1990 | 1999 | 2020 |
| Einwohner                  | 951  | 1281 | 1935 | 3117 | 4109 | 4873 | 6419 |
| Quellen: Cassini und INSEE |      |      |      |      |      |      |      |

Mit 6344 Einwohnern (Stand 1. Januar 2022) gehört Thyez zu den mittelgroßen Gemeinden des Département Haute-Savoie. In den letzten Jahrzehnten wurde ein markantes Bevölkerungswachstum verzeichnet. Außerhalb des alten Ortskerns entstanden zahlreiche Ein- und Mehrfamilienhausquartiere sowie Gewerbezonen. Das Siedlungsgebiet von Thyez ist heute mit demjenigen von Cluses zusammengewachsen.

## Wirtschaft und Infrastruktur
Thyez war bis weit ins 20. Jahrhundert hinein ein vorwiegend durch die Landwirtschaft geprägtes Dorf. Noch heute hat die Landwirtschaft (Ackerbau, Viehzucht und Milchwirtschaft) eine gewisse Bedeutung. An den sonnenexponierten Südhängen in der Umgebung des Dorfes wird Weinbau betrieben. Daneben gibt es zahlreiche Betriebe des Klein- und Mittelgewerbes. Am Rand des alten Dorfes hat sich eine Gewerbe- und Industriezone entwickelt. Hier ließen sich Unternehmen des Baugewerbes, der Präzisionsmechanik, der Elektronik, des Metallbaus und feinmechanische Werkstätten nieder. Viele Erwerbstätige sind auch Wegpendler, die in den größeren Ortschaften der Umgebung ihrer Arbeit nachgehen.
Die Ortschaft ist verkehrsmäßig gut erschlossen. Sie liegt an einer Departementsstraße, die von Marnaz nach Saint-Jeoire führt. Weitere Straßenverbindungen bestehen mit Cluses und Bonneville. Der nächste Anschluss an die Autobahn A40 befindet sich in einer Entfernung von rund fünf km.